# آگری باونهوه
آگری باونهوه (به لاتین: Agri Bavnehøj) یک تپه در دانمارک است که در Syddjurs Municipality واقع شده‌است.